# Nopphon Lakhonphon
Nopphon Lakhonphon (thailändisch นพพล ละครพล, * 19. Juli 2000 in Buriram) ist ein thailändischer Fußballspieler.

## Karriere
Nopphon Lakhonphon erlernte das Fußballspielen in der Jugendmannschaft von Buriram United. Hier unterschrieb er Ende 2017 auch seinen ersten Profivertrag. Der Verein aus Buriram spielte in der höchsten Liga des Landes, der Thai League. Die Saison 2019 wurde er an den Lampang FC ausgeliehen. Für den Zweitligisten aus Lampang stand er 33-mal im Tor. Direkt im Anschluss wurde er Anfang 2020 an den Zweitligaaufsteiger Nakhon Pathom United FC aus Nakhon Pathom ausgeliehen. Mit Nakhon Pathom wurde er Tabellendritter und qualifizierte sich damit für die Aufstiegsspiele zur Ersten Liga. Hier scheiterte man im Endspiel gegen den Khon Kaen FC. Für Nakhon Pathom absolvierte er 29 Zweitligaspiele. Ende Mai 2021 kehrte er zu Buriram zurück. Am Ende der Saison 2021/22 feierte er mit Buriram die thailändische Meisterschaft. Am 22. Mai 2022 stand er mit Buriram im Finale des FA Cup. Hier besiegte man den Erstligisten Nakhon Ratchasima FC nach Verlängerung mit 1:0. Eine Woche später stand er mit dem Verein im Finale des Thai League Cup, wo man den Erstligisten PT Prachuap FC mit 4:0 besiegte. Am 20. Mai 2023 stand er mit Buriram im Endspiel des Thai League Cup. Das Finale wurde mit 2:0 gegen den Erstligisten BG Pathum United FC gewonnen. Im gleichen Monat, am 28. Mai, gewann Buriram den thailändischen Pokal. Im Finale bezwang man den Erstligisten Bangkok United mit 2:0. 2023 wurde er mit Buriram zum dritten Mal Meister. Im Sommer 2024 wurde er vom Zweitligisten Nakhon Si United FC ausgeliehen. Nach 23 Ligaspielen wechselte er im Sommer 2025 wieder auf Leihbasis nach Nakhon Ratchasima zum Erstligisten Nakhon Ratchasima FC.

## Erfolge
Buriram United
- Thailändischer Meister: 2021/22, 2022/23, 2023/24
- Thailändischer Pokalsieger: 2021/22, 2022/23
- Thailändischer Ligapokalsieger:  2021/22, 2022/23